# 国鉄タキ4000形貨車
国鉄タキ4000形貨車（こくてつタキ4000がたかしゃ）は、かつて日本国有鉄道（国鉄）及び1987年（昭和62年）4月の国鉄分割民営化後は日本貨物鉄道（JR貨物）に在籍した私有貨車（タンク車）である。

## 概要
1937年（昭和12年）8月に、「濃硫酸」専用の35t積タンク車として新潟鐵工所にて10両（コタキ4000 - コタキ4009）が製作された。その23年後より増備が開始され1960年（昭和35年）6月13日から1968年（昭和43年）7月20日にかけて341両（コタキ4050 - コタキ4099、コタキ14000 - コタキ14099、コタキ24000 - コタキ24099、コタキ34000 - コタキ34090）が東急車輛製造、造機車輌、富士重工業、日本車輌製造、新潟鐵工所、三菱重工業、日立製作所、飯野重工業の8社で製作された。この際の車番は戦前からの続番とならずコタキ4050から開始された。専用種別は「濃硫酸及び発煙硫酸」となった車も存在した。この内コタキ34086、コタキ34087の2両はそれぞれタキ1700形（コタキ1754）、タ580形（タ1587）からの改造編入車である。
記号番号表記は特殊標記符号「コ」（全長 12 m 以下）を前置し「コタキ」と標記する。
本形式の他に「濃硫酸」又は「濃硫酸及び発煙硫酸」を専用種別とする貨車は、タム400形（418両）、タキ300形（483両）、タキ5750形（500両）等実に21形式が存在した。
落成時の所有者は、日本興化、三菱化成工業、日硫商会、東京酸曹、安宅産業、日本鉱業、住友商事、三菱金属鉱業、蔵町工場、宝商店、島田商店、日本瓦斯化学工業、越田商事、扇谷興業、東京酸曹、小原化工、東邦亜鉛、東北鉱化工業、三谷産業、大日本鉱業、日産化学工業、東邦商事、日硫商会、宇津商店、三井金属鉱業、日本製錬、伊藤忠商事、東京化成品、小名浜製錬、ソーダ商事、日曹金属化学、三菱油化の32社であった。
ドーム付き直円筒型のタンク体は、普通鋼（一般構造用圧延鋼材、SS41現在のSS400）製で荷役方式はタンク上部のマンホール又は液出入管からの上入れ、液出管と空気管使用による上出し方式である。
1979年（昭和54年）10月より化成品分類番号「侵（禁水）84」（侵食性の物質、水と反応する物質、腐食性物質、禁水指定のもの）が標記された。
車体色は黒色、寸法関係は全長は10,000mm - 10,400mm、全幅は2,590mm、2,400mm、全高は3,525mm、3,528mm、台車中心間距離は5,900mm - 6,500mm、実容積は19.0m3 - 19.6m3、自重は14.2t - 17.0t、換算両数は積車5.0、空車1.6であり、台車はベッテンドルフ式のTR41C、TR41D、TR41E-13である。
1987年（昭和62年）4月の国鉄分割民営化時には274両の車籍がJR貨物に継承され、2010年（平成22年）4月1日時点では2両が在籍する。